# میدوی، شهرستان مورگان، تنسی
میدوی (به انگلیسی: Midway) یک منطقهٔ مسکونی در ایالات متحده آمریکا است که در شهرستان مورگان، تنسی واقع شده‌است. میدوی ۴۰۸٫۱۳ متر بالاتر از سطح دریا واقع شده‌است.